# Bibliothèque de Friedrich Nietzsche

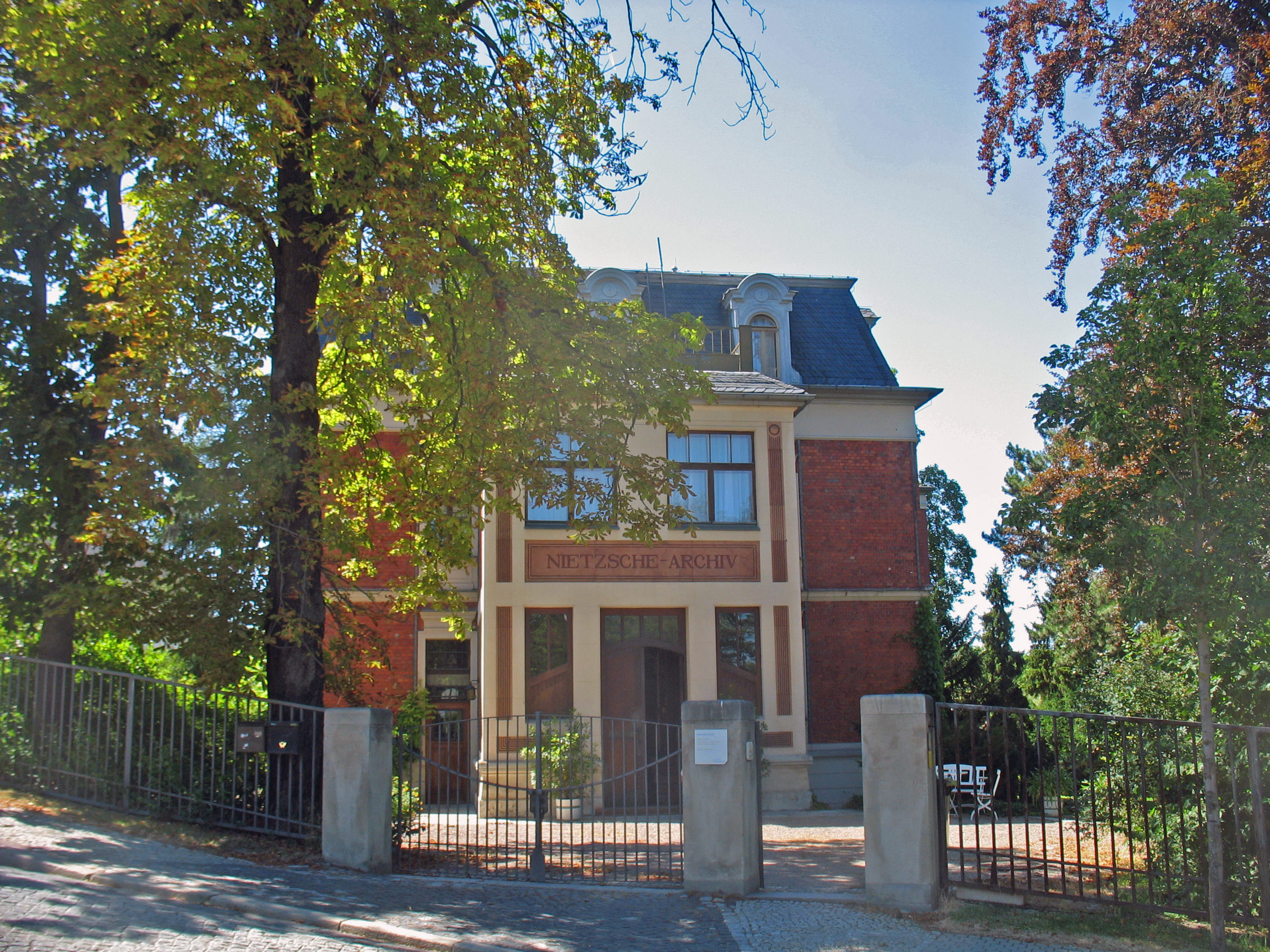
Nietzsche Archiv, Weimar.

La liste des œuvres composant la bibliothèque de Friedrich Nietzsche a fait l'objet de plusieurs publications, sous la forme de catalogues. Peuvent notamment être cités le premier catalogue composé par Rudolf Steiner en 1896, recensant plus de 1000 ouvrages, ainsi que celui de Max Oehler, en 1942, composé de 775 volumes. Le catalogue qui fait aujourd’hui référence est Nietzsches persönliche Bibliothek (2003).
La connaissance de cette bibliothèque permet, entre autres, de repérer dans les fragments de Nietzsche des textes cités par lui et qui lui ont été faussement attribués (voir La Volonté de puissance).
- Haut – A
- B
- C
- D
- E
- F
- G
- H
- I
- J
- K
- L
- M
- N
- O
- P
- Q
- R
- S
- T
- U
- V
- W
- X
- Y
- Z

## Principales sources
L'ensemble de sa pensée peut être rapprochée, soit pour en montrer la source, soit pour en montrer les oppositions, à des auteurs aussi variés que :

### Philosophes
Héraclite (pour la négation de l'être, mais Nietzsche demeure méfiant à l'égard du Logos héraclitéen), Empédocle (Nietzsche envisagea de composer une œuvre poétique intitulée Empédocle ; le personnage de Zarathoustra peut en être rapproché) Platon (au-delà de la critique du platonisme, Platon est pour Nietzsche la grande figure du législateur), Épicure (selon Nietzsche, un anti-chrétien), Montaigne, Pascal, Kant, La Rochefoucauld, Schopenhauer, Espinas, Brochard, Stirner (probable mais incertain), Lange (Histoire du matérialisme), Dühring (exemple du ressentiment de la justice conçue comme vengeance), Hartmann, Spencer (introduction dangereuse du biologisme dans la morale), Guyau, Fouillée, Paul Rée, Kuno Fischer (pour l'histoire de la philosophie, et notamment Spinoza)

### Artistes
Horace (le plus grand classique), Shakespeare (surtout pour le personnage de Brutus, dans Jules César), Goethe (modèle de l'individu comme totalité), Schiller, Hölderlin, Kleist, Stendhal, Tolstoï, Dostoievski (pour son acuité psychologique), Heinrich Heine, Wagner, Bizet.

### Scientifiques
Ernst Haeckel (Nietzsche critique son monisme qui introduit des concepts métaphysiques dans la biologie), Wilhelm Roux (Der Kampf der Teile im Organismus, 1881 ; c'est l'œuvre qui a le plus inspiré Nietzsche pour sa conception de la biologie, du corps, de son identité et pour la remise en cause de la notion moderne de sujet), Francis Galton (Inquiries into Human Faculty and Its Development), Nägeli, Ribot (Les Maladies de la volonté), Charles Darwin (L'Origine des espèces par la sélection naturelle).

### Historiens
Salluste, Jacob Burckhardt (Grèce et Renaissance), Paul Deussen (Inde), Ernest Renan (Vie de Jésus), Taine.

### Influence de la culture française
Nietzsche s'intéressa beaucoup à la littérature française, et en particulier aux moralistes ; citons : La Rochefoucauld, Fontenelle, Voltaire, Vauvenargues, Montaigne, Pascal, Baudelaire, Flaubert, les frères Goncourt. Soutenant une conception classique de l'art, il admire la clarté du style français, les qualités de psychologues des romanciers français (Maupassant), et il ne fut pas indifférent à Molière et Racine. Mais son plus grand modèle fut incontestablement Corneille, exemple de peintre de la volonté.

### Les hommes politiques
Parmi les hommes politiques que Nietzsche admirait (en tout cas pour certains de leurs traits de caractère, les admirations de Nietzsche étant rarement inconditionnelles), citons : Périclès (condensé du cosmos), Alexandre (Dionysos fait chair), Jules César, Frédéric II, César Borgia, Napoléon.

## A
- Albert, Paul, 
  - La littérature française au XVIIIe siècle (Paris, 1876)
  - La littérature française des origines à la fin du XVIe siècle (Paris, 1878)
  - LA littérature française au XVIIe siècle (Paris, 1878)
  - La littérature française au XIXe siècle (Paris, 1885)
- Alfieri, Vittorio, Filippo
- Augustinus, Aurelius, De musica

## B
- Baker, Samuel White, The Albert Nyanza, Great Basin of the Nile, and Explorations of the Nile Sources (London, 1866)
- Balzac, Honoré de, Correspondance 1819-1850, in Œuvres complètes XXIV (Paris, 1876)
- Barbey d'Aurevilly, Jules, Les œuvres et les hommes, Bd. 8 : Sensations d'histoire (Paris, 1886)
- Baudelaire, Charles, Les Fleurs du Mal, Œuvres posthumes et Correspondance inédites, précédées d'une étude biographique par E. Crépet (Paris, 1887)
- Baumann, Julius J., Handbuch der Moral nebst Abriss der Rechtsphilosophie (Leipzig, 1879)
- Baumgartner, Adolf, Dr. M. Lauer und das zweite Buch des Moses Chorenazi (Leipzig, 1885)
- Bérard-Varagnac, Émile, Portraits littéraires (Paris, 1887)
- Bert, Paul, La morale des Jésuites (Paris, 1880)
- Otto von Bismarck, Ausgewählte Reden (1882)
- Bizet, Georges, Carmen (Milano)
- Bleibtreu, Karl, Lyrisches Tagebuch (Berlin, 1885)
- Bleibtreu, Karl, Revolution der Litteratur (Leipzig, 1887)
- Boileau, Nicolas, L'art poétique. Epîtres, odes, poésies diverses et épigrammes (Paris, 1878)
- Bordier, A., La Vie des Sociétés (1887)
- Böthlingk, Otto, Indische Sprüche. Sanskrit und Deutsch 3 vols. (St. Petersburg, 1870-73)
- Boufflers, Stanislas de, Œuvres choisies (Paris, 1877)
- Bourde, Paul, En Corse, l'esprit de clan, les mœurs politiques, les vendettas, le banditisme (Paris, 1887)
- Bourget, Paul, 
  - Essais de Psychologie Contemporaine (Paris, 1883)
  - Études et portraits (Paris, 1888)
  - Nouveaux essais de psychologie contemporaine (1885)
  - Un crime d'amour (1886)
  - André Cornelis (1887)
- Bouvy, P. E., Poètes et Mélodes
- Brandes, Georg, Die romantische Schule in Deutschland (Leipzig, 1887)
- Brandes, Georg, Emile Zola
- Brandes, Georg, Moderne Geister: literarische Bildnisse aus dem neunzehnten Jahrhundert (Frankfurt am Main, 1882)
- Brochard, Victor, Les Sceptiques Grecs (Paris, 1887)
- Brosses, Charles de, Mémoires (1858)
- Brugsch, Heinrich, Religion und Mythologie der alten Ägypter: nach den Denkmälern (Leipzig, 1885)
- Brunetière, Ferdinand, 
  - Le Roman naturaliste (1883)
  - Etudes critiques sur l'histoire de la littérature française. Troisième série. (Paris, 1887)
- Buckle, Henry Thomas, Geschichte der Civilization in England
- Bunge, Gustav, Vitalismus und Mechanismus
- Burckhardt, Jacob, Der Cicerone. Eine Anleitung zum Genuss der Kunstwerke Italiens (Leipzig, 1869)
- Burckhardt, Jacob, Die Kultur der Renaissance in Italien (Leipzig, 1869)
- Byron, Lord, Vermischte Schriften, Briefwechsel und Lebensgeschichte 3 vols. hg. von Ernst Ortlepp (Stuttgart)

## C
- Carey, Henry Charles, Lehrbuch der Volkswirthschaft und Sozialwissenschaft, übersetzt von K. Adler (Wien, 1870)
- Caspari, Otto, Der Zusammenhang der Dinge. Gesammelte philosophische Aufsätze (Breslau, 1881)
- Chamfort, Sébastien-Roch Nicolas de, Pensées, Maximes, Anecdotes, Dialogue (Paris)
- Champagny, Die Antonine, deutsch bearbeitet von Eduard Doehler 2 vols. (Halle, 1876-77)
- Christaller, Erdmann Gottreich, Die Aristokratie des Geistes als Lösung der sozialen Frage: Grundriss der natürlichen und vernünftigen Zuchtwahl in der Menschheit
- Constant de Rebecque, Benjamin, Adolphe
- Constant de Rebecque, Benjamin, Quelques réflexions sur le théâtre allemand (Paris-Genève, 1809)
- Cornaro, Lodovico, Die Kunst, ein hohes und gesundes Alter zu erreichen, deutsche Übersetzung Paul Sembach von Lodovico Cornaro, Discorsi della vita sobria (1558) (Berlin)
- Custine, Astolphe de, Mémoires et voyages, ou lettres écrit à diverses époques, pendant des courses en Suisse, en Calabre, en Angleterre, et en Écosse (Paris, 1830)

## D
- Dargenty, G., Eugene Delacroix par lui-même (1885)
- Daudet, Alphonse,
  - Le Nabab (Paris, 1877)
  - Sapho (Paris, 1884)
- Delbœuf, Joseph-Rémi-Léopold, La matière brute et la matière vivante : Étude sur l'origine de la vie et de la mort (Paris, 1887)
- Desbordes-Valmore, Marceline, Poèmes
- Desprez, Louis, L'évolution naturaliste (Paris, 1884)
- Deussen, Paul, Die Sûtras des Vedânta (Leipzig, 1887)
- Deussen, Paul, Das System des Vedânta (Leipzig, 1883)
- Dostoïevski, Fyodor Mikhaylovich, Humiliés et offensés
- Dostoïevski, Fyodor Mikhaylovich, Junger Nachwuchs
- Dostoïevski, Fyodor Mikhaylovich, L'esprit souterrain
- Dostoïevski, Fyodor Mikhaylovich, La Maison des Morts
- Dostoïevski, Fyodor Mikhaylovich, Les Possédés, traduit du russe par Victor Derély (Paris, 1886)
- Doudan, Ximénès, Melanges et lettres, 2 vols. (Paris, 1878)
- Doudan, Ximénès, Pensées et fragments suivis des révolutions du goût (Paris, 1881)
- Dreher, Eugen, Der Darwinismus und seine Konsequenzen in wissenschaftlicher und sozialer Beziehung (Halle, 1882)
- Dühring, Eugen, Cursus der Philosophie als streng wissenschaftlicher Weltanschauung und Lebensgestaltung (Leipzig, 1875)
- Dühring, Eugen, Der Werth des Lebens. Eine philosophische Betrachtung (Breslau, 1865)
- Dühring, Eugen, Sache, Leben und Feinde (Karlsruhe und Leipzig, 1882)
- Duncker, Max, Geschichte des Altertums vol. 2: Die Staatsleitung des Pericles (Leipzig, 1886)

## E
- Ebeling, Ernst, Darstellung und Beurteilung der religions-philosophischen Lehren J. G. Fichtes. Hallenser Dissertation (Halle, 1886)
- Eckermann, Johann Peter, Gespräche mit Goethe (Leipzig, 1868)
- Emerson, Ralph Waldo, Versuche aus dem Englischen von G. Fabricius (Hannover, 1858)
- Emerson, Ralph Waldo, Neue Essays (Letters and Social Aims), Übersetzung und Einleitung von Julian Schmidt (Stuttgart, 1876)
- Emerson, Ralph Waldo, Über Goethe und Shakespeare, deutsch von H. Grimm (Hannover, 1857)
- Ernst A., L'œuvre dramatique d'Hector Berlioz (Paris, 1884)
- Espinas, Alfred, Die thierischen Gesellschaften, übersetzt von W. Schloesser (Braunschweig, 1879)

## F
- Féré, Charles, Dégénéréscence et criminalité. Essai physiologique. (Paris, 1888)
- Feuerbach, Ludwig, La Philosophie de l'avenir (Grundsätze der Philosophie der Zukunft), Zurich, 1843.
- Fischer, Kuno, Geschichte der neuern Philosophie (Heidelberg, 1865)
- Flaubert, Gustave, Lettres de Gustave Flaubert à Georg Sand. Précédées d'une étude par Guy de Maupassant (Paris, 1884)
- Fontenelle, Bernard Le Bouyer de, 
  - Dialogues des morts et Histoire des oracles (Paris, 1876)
  - Gespräche von mehr als einer Welt zwischen einem Frauenzimmer und einem Gelehrten. Übersetzung und mit Figuren und Anmerkungen erläutert von Johann Chr. Gottsched (Leipzig, 1730)
- Förster, Bernhard, Deutsche Kolonien im oberen Laplata-Gebiete mit besonderer Berücksichtigung von Paraguay (1886)
- Förster, Bernhard, Olympia : Ein Blick auf den allgemeinen kunst- und kulturhistorischen Wert der Grabungen am Alpheios (Halle, 1886)
- Förster, Bernhard, Richard Wagner in seiner nationalen Bedeutung (Leipzig, 1886)
- Foster, Michael, Lehrbuch der Physiologie (Heidelberg, 1881)
- Fouillée, Alfred, La science sociale contemporaine (Paris, 1880)
- Frary, Raoul, Handbuch des Demagogen (1884)
- Fromentin, Eugène, Les maîtres d'autrefois. Belgique-Hollande (Paris, 1882)
- Fuchs, Carl, Die Zukunft der musikalisch Vorträges (1884)

## G
- Galiani, Ferdinando, Lettres à Madame d'Epinay (Paris, 1882)
- Galton, Francis, Inquiries into Human Faculty and its Development (London, 1883)
- Gebhart, Emile,
  - Les Origines de la Renaissance en Italie (Paris, 1879)
  - Études Méridionales: La renaissance italienne et la philosophie de l'histoire (Paris, 1887)
- Gidel, Charles, L'art d'écrire enseigné par les grands maîtres (Paris, 1879)
- Goethe, Johann Wolfgang, 
  - Goethes Briefwechsel mit Schiller (Stuttgart, 1870)
  - Sämtlich Werke (Stuttgart Cotta, 1855-58) 40 vols.
- Goncourt, Edmond de, La Faustin (1882)
- Goncourt, Edmond de et Jules de, 
  - Charles Demailly (Paris, 1877)
  - La femme au XVIIIe siècle (Paris, 1878)
  - Histoire de la société française pendant le directoire (Paris, 1880)
  - Idées et sensations (Paris, 1887)
  - Le Journal des Goncourt (Paris, 1887) vols. 1-3
  - Manette Salomon (1867)
- Gozzi, Das laute Geheimniss
- Gregorovius, Ferdinand, Korsika (1878)
- Greif, Martin (F. H. Frey), Gedichte (Stuttgart, Cotta, 1886)
- Grote, Georg, Geschichte Griechenlands Aus dem Englischen Übersetzung von N. N. W. Meissner (Bd. 1-5) und von Eduard Höpfner (Bd. 6) 6 vols. (Leipzig, 1850-56)
- Gury, Jean Pierre, Compendium theologiae Moralis Ratisbonae
- Guyau, Jean-Marie,
  - Esquisse d'une morale sans obligation ni sanction (Paris, 1885)
  - L'irréligion de l'avenir (Paris, 1887)

## H
- Hanslick, Eduard, Vom Musikalisch-Schönen (Leipzig, 1858)
- Harnack, Adolph von, Lehrbuch der Dogmengeschichte (1886)
- Hartmann, Eduard von, Phänomenologie des Sittlichen Bewusstseins. Prolegomena zu jeder künftigen Ethik (Berlin, 1879)
- Hartmann, Eduard von, Philosophie des Unbewussten (Berlin, 1869)
- Hehn, Victor, Gedanken über Goethe (Berlin, 1888)
- Herrmann, Emanuel, Cultur und Natur (Berlin, 1887)
- Herzen, Alexander, Le cerveau et l’activité cérébrale au point de vue psycho-physiologique (Paris, 1887)
- Hillebrand, Karl, Zeiten, Völker und Menschen (Berlin, 1875)
- Hillebrand, Karl, Zwölf Briefe eines ästhetischen Ketzers (Berlin, 1874)
- Höffding, Harald, Psychologie in Umrissen auf Grundlage der Erfahrung, aus dem Dänischen überg. v. F. Bendixen (Leipzig, 1887)
- Houssaye, Henry, Les hommes et les idées (Paris, 1886)
- Hugo, Victor, Notre Dame de Paris
- Hume, David, Gespräche über natürliche Religion (Leipzig, 1781)

## J
- Jacoby, Leopold, Die Idee der Entwicklung: Eine sozial-philosophische Darstellung, 2 vols. (Zürich, 1886)
- Jacolliot, Louis, Les Législateurs Religieux : Manou, Moïse, Mahomet (Paris, 1876)
- Jahn, Otto, Aus der Alterthumswissenschaft (Bonn, 1868)
- Joly, Henri, Psychologie des grands hommes (Paris, 1883)
- Joubert, Joseph, Pensées (Paris, 1874)

## K
- Kant, Immanuel, Der Streit der Fakultäten
- Kant, Immanuel, Die Religion innerhalb der Grenzen der blossen Vernunft
- Kant, Immanuel, Kritik der praktischen Vernunft
- Kant, Immanuel, Kritik der reinen Vernunft
- Kant, Immanuel, Kritik der Urteilskraft
- Keller, Gottfried, Das Sinngedicht (1882)
- Kempis, Thomas à, De Imitatione Christi
- Knortz, Karl, Amerikanische Gedichte der Neu Zeit
- Knortz, Karl, Walt Whitman
- Kohler, Josef, Das chinesische Strafrecht : Ein Beitrag zur Universalgeschichte des Strafrechts (Würzburg, 1886)
- Kohler, Josef, Das Recht als Kulturerscheinung : Einleitung in die vergleichende Rechtswissenschaft (Würzburg, 1885)
- Kohler, Josef, Zur Lehre von der Blutrache (Würzburg, 1885)
- Krauss, August, Die Psychologie des Verbrechens (Tübingen, 1884)

## L
- Lagarde, Paul Anton de, Über die gegenwärtige lage des deutschen reichs. ein bericht, erstatter (Göttingen, 1876)
- Lange, Friedrich Albert, Geschichte des Materialismus und Kritik seiner Bedeutung in der Gegenwart (Iserlohn, 1882)
- La Rochefoucauld, Réflexions, sentences et maximes morales de La Rochefoucauld, précedé d'une notice par Sainte-Beuve (Paris, 1853)
- Lecky, William Edward Hartpole, Entstehungsgeschichte und Charakteristik des Methodismus, aus dem Englischen von Ferdinand Löwe. Besonderer Abdruck des neunten « The religious revival » überschriebenen Kapitels aus Band II von Lecky's Geschichte von England im achtzehnten Jahrhundert (Leipzig-Heidelberg, 1880)
- Lecky, William Edward Hartpole, Geschichte des Ursprungs und Einflusses der Aufklärung in Europa, deutsche Übersetzung von H. Jolowicz (Leipzig-Heidelberg, 1873)
- Lecky, William Edward Hartpole, Sittengeschichte Europas von Augustus bis auf Karl den Grossen, deutsche Übersetzung von H. Jolowicz, 2 vols. (Leipzig-Heidelberg, 1879)
- Leibniz, Gottfried Wilhelm, Essais de theodicée
- Lemaître, Jules, 
  - Les contemporains. Première série. (Paris, 1886)
  - Les contemporains. Deuxième série. (Paris, 1886)
  - Petites orientales (Paris, 1883)
- Leopardi, Giacomo Giacomo Leopardi, Deutsch von Paul Heyse (Berlin, 1878)
- Letourneau, Charles, Physiologie des passions (Paris, 1868)
- Lichtenberg, Georg Christoph, Vermischte Schriften (Göttingen, 1867)
- Liebmann, Otto, Gedanken und Tatsachen
- Liebmann, Otto, Zur Analysis der Wirklichkeit (Strassburg, 1876)
- Littré, Emile, La science au point de vue philosophique (Paris, 1876)
- Loudun, E., L'Italie moderne (Paris, 1886)

## M
- Mach, Ernst, Beiträge zur Analyse der Empfindungen (Jena: 1886)
- Mainländer, Philipp, Die Philosophie der Erlösung (1876)
- Manzoni, Alessandro, Conte di Carmagnola
- Maudsley, Henry, Die Zurechnungsfahigkeit der Geisteskranken (Leipzig: 1875)
- Mérimée, Prosper,
  - Dernières nouvelles (Paris, 1874)
  - Lettres à une inconnue (Paris: 1874)
  - Lettres à une autre inconnue (Paris: 1875)
- Meyer, Wilhelm, Anfang Ursprung lateinisch und griechisch Rhythmen (München: 1884)
- Meysenbug, Malwida von, Memoiren einer Idealistin (Stuttgart: 1876)
- Mill, John Stuart, Gesammelte Werke, 12 vols. hg. von Th. Gomperz (Leipzig: 1869-80)
- ["Moderne Klassiker" Heft 65], Friedrich Hölderlin: Kurze Biographie und Problem aus seinen Werken (Leipzig: 1859)
- Molière,
  - Le Malade imaginaire (Bielefeld, 1860)
  - Le Bourgeois gentilhomme (Bielefeld, 1877)
  - Les Femmes savantes (Leipzig, 1877)
  - Les Précieuses ridicules (Leipzig, 1879)
- Monod, Gabriel, Les beaux-arts à l'exposition universelle (1867-1878) (Paris, 1878)
- Montaigne,
  - Essais: avec des notes de tous les commenteurs (Paris: 1864)
  - Versuche, deutsch Übersetzung (Leipzig: 1753-54)
- Montalembert, Charles Forbes René, Les Moines d'Occident
- Montégut, Emile, Types littéraires et fantaisies esthétiques (Paris, 1882)
- Montesquieu, Considérations sur les causes de la grandeur des Romains et de leur décadence (Paris, 1836)
- Müller, August, Der Islam in Morgen- und Abendland (Berlin: 1885-87)
- Müller, Max, Essays: Beiträge zur vergleichenden Religionswissenschaft; Beiträge zur vergleichenden Mythologie und Éthologie 2 vols. (Leipzig: 1869)

## N
- Nägeli, Karl Wilhelm von, Mechanisch-physiologische Theorie der Abstammungslehre (Munich: 1884)
- Narrey, Charles, L'éducation d'Achille (Paris: 1885)
- Nohl, Ludwig, Das Leben Wagners

## O
- Oldenberg, Hermann, Buddha. Sein Leben, seine Lehre, seine Gemeinde (Berlin: 1881)

## P
- Pascal, Blaise
  - Gedanken, Fragmente und Briefe: nach der Ausgabe Prosper Faugère. Deutsch Übersetzung von Dr. C. F. Schwartz. Zweite Auflage (Leipzig: 1865)
  - Pensées, fragments et lettres: publiés pour la première fois conformément aux manuscrits originaux en grande partie inédite von Prosper Faugère (Paris: 1844)
- Paulhan, Frédéric, Les phénomènes affectifs et les lois de leur apparition: Essai de psychologie générale (Paris: 1887)
- Plutarch, Caesar
- Post, Albert Hermann, Bausteine für eine allgemeine Rechtswissenschaft auf vergleichend-ethnologischer Basis 2 vols. (Oldenburg: 1880-81)
- Pougin, Arthur, Die erste Anfänge der französischen Oper
- Proctor, R. A., Unser Standpunkt im Weltall (Heilbronn: 1877)

## R
- Racine, Jean, 
  - Andromache (Leipzig, 1877)
  - Athalie (Bielefeld, 1853)
  - Esther (Bielefeld, 1859)
- Ratzel, Friedrich, Anthropo-Geographie oder Grundzüge der Anwendung der Erdkunde auf die Geschichte (Stuttgart: 1882)
- Rée, Paul,
  - Über den Ursprung der moralischen Empfindungen (Chemnitz: 1877)
  - Entstehung des Gewissen
- Reidt, F., Die Elemente der Mathematik (Berlin: 1868)
- Reis, P., Lehrbuch der Physik (Leipzig: 1872)
- Rémusat, Madame de, Mémoires 1802-08 3 vols. (Paris: 1880)
- Renan, Ernest
  - La Vie de Jésus (Paris: 1863)
  - Histoire des origines du Christianisme (Paris: 1883)
  - Philosophische Dialoge und Fragmente, Übersetzung von Konrad von Zdekauer (Leipzig: 1877)
- Reuter, Hermann, Augustinische Studien (Gotha: 1887)
- Richepin, Jean, Les blasphèmes (Paris, 1884)
- Richet, Charles
  - Essai de psychologie générale (Paris: 1887)
  - L'Homme et l'intelligence : Fragments de physiologie et de psychologie (Paris: 1884)
- Roberty, Eugène de, L'ancienne et la nouvelle philosophie: Essai sur les lois générales du développement de la philosophie (Paris: 1887)
- Rolph, William Henry, Biologische Probleme, zugleich als Versuch zur Entwicklung einer rationellen Ethik (Leipzig: 1884)
- Romundt, Heinrich, Grundlegung zur Reform der Philosophie: Vereinfachte und erweiterte Darstellung von Immanuel Kants Kritik der reinen Vernunft (Berlin: 1885)
- Roux, Wilhelm, Der Kampf der Theile im Organismus. Ein Beitrag zur Verwollständigung der mechanischen Zweckmässigkeitslehre (Leipzig: 1881)

## S
- Sainte-Beuve, Charles-Augustin
  - Causeries du Lundi (Paris: 1851-62)
  - Les Cahiers suivis de quelques pages de littérature antique (Paris: 1876)
- Saint-Ogan, Lefebvre, Essai sur l'influence française (Paris: 1885)
- Saint-Réal, Conjurations des Espagnols contre la république de Venise, et des Grecques (Paris)
- Salis-Marschlins, Meta von, Agnes von Poitou: Kaiserin von Deutschland: Eine Historisch-Kritisch-Psychologische Abhandlung (Zürich: 1887)
- Salomé, Lou von, Kampf um Gott
- Sand, George, Sämtliche Werke, mit einer Einleitung von Arnold Ruge (Leipzig: 1844-47)
- Scherer, Edmond, Études sur la littérature contemporaine vol. 8 of 10 (Paris: 1885)
- Schmidt, Leopold, Die Ethik der alten Griechen 2 vols. (Berlin: 1882)
- Schneider, Georg
  - Der menschliche Wille (Berlin: 1882)
  - Der thierische Wille. Systematische Darstellung und Erklärung der thierischen Triebe und deren Entstehung, Entwickelung und Verbreitung im Thierreiche als Grundlage zu einer vergleichenden Willenslehre (Leipzig: 1880)
- Schöll, Adolf, Goethe in Hauptzügen seines Lebens und Wirkens (1882)
- Schopenhauer, Arthur,
  - Werke, Frauenstädt-Ausgabe (Leipzig: 1873-74):
  - Die Welt als Wille und Vorstellung 2 vols.
  - Die beiden Grundprobleme der Ethik
  - Nachlass
  - Parerga und Paralipomena 2 vols.
  - Über den Willen in der Natur
- Scribe, Eugène, La Calomnie (Paris, 1862)
- Seiling, Max, Mainländer, ein neuer Messias (München, 1888)[5]
- Semper, Karl, Die natürlichen Existenzbedingungen der Thiere (Leipzig: 1880)
- Seydlitz, Reinhart von, Le Japonisme
- Simplicius, Kommentar zu Epiktetos
- Spencer, Herbert, Die Thatsachen der Ethik. Übersetzung von B. Vetter (Stuttgart: 1879)
- Spinoza, Benedict (Baruch)
  - Ethica
  - Tractatus de Intellectus Emendatione
- Spir, Afrikan, Denken und Wirklichkeit. Versuch einer Erneuerung der kritischen Philosophie. (1877, site Gallica)
- Spitteler, Carl
  - Ästhetische aufsätze
  - Die Ästhetik des fransösische Drama
  - Theater und theatralisches
  - Über Schubert
- Staël, Germaine de, Corinne ou l'Italie (Paris)
- Stahl, P. J., Histoire de Chamfort: sa vie et ses œuvres (Bruxelles: 1856)
- Stein, Heinrich von, Geschichte der Anfang Ästhetik
- Steiner, Heinrich, Der Zürcher Professor Johann Heinrich Hottinger in Heidelberg 1855-61 (Zürich: 1886)
- Stendhal
  - Correspondance inédite, précédée d'une introduction par Prosper Mérimée (Paris, 1855)
  - Histoire de la peinture en Italie (Paris: 1868)
  - Journal
  - Le Rouge et le Noir (1830)
  - Mémoires d'un touriste (Paris: 1877)
  - Racine et Shakespeare (Paris: 1864)
  - Rome, Naples et Florence (Paris: 1854)
  - Vie de Napoléon
- Stewart, Balfour, Die Erhaltung der Energie (Leipzig: 1875)
- Stifter, Adalbert, Nachsommer (1857)
- Stowe, Harriet Beecher, Uncle Tom's Cabin (1852)
- Strauss, David Friedrich, Der alte und der neue Glaube (Berlin: 1871) (Leipzig: 1872)
- Strindberg, August
  - Les Mariés
  - Père: tragédie en trois actes
  - Remords
- Swift, Jonathan
  - Humoristische Werke (Stuttgart: 1844)
  - Swift-Büchlein (1847)

## T
- Taine, Hippolyte,
  - Die Entstehung des modernen Frankreich, I. Bd. Das vorrevolutionäre, Autorisierte deutsche bearbeitet von L. Katscher (Leipzig: 1877)
  - Geschichte der englischen Literatur, deutsche Ausgabe bearbeitet von L. Katscher und G. Gerth 2 vols. (Leipzig: 1878-80)
  - Philosophie de l’art (Paris: 1865)
  - Vie et opinions de Monsieur Frédéric Thomas Graindorge
- Teichmüller, Gustav, Die wirkliche und die scheinbare Welt (1882)
- Théo-Critt, La Corse à travers les Mâquis (Lyon: 1883)
- Thomassen, Josef Hermann, Bibel und Natur. Allgemein verständliche Studien über die Lehren der Bibel vom Standpunkte der heutigen Naturwissenschaft und Geschichte. 4. Auflage. (Köln-Leipzig: 1881)
- Thucydides, Geschichte des Peloponnesischen Kriegs, übersetzt von Dr. Adolf Wahrmund (Stuttgart: 1864) TXT in English
- Tolstoï, Count Lev Nikolayevich, Ma religion (Paris: 1885)
- Trolle, Albert, Das italienische Volkstum und seine Abhängigkeit von den Naturbedingungen: Ein Anthropo-Geographischer Versuch (Leipzig: 1885)

## U
- Überweg, Friedrich, Grundriss der Gechichte der Philosophie von Thales bis auf die Gegenwart 3 vols. (Berlin: 1867)

## V
- Vauvenargues, Œuvres choisies (Paris, 1870)
- Vigny, Alfred de, Stello
- Vogt, J. G., Die Kraft. Eine real-monistische Weltanschauung. Bd. I: Die Kontraktionsenergie, die letztursächliche einheitliche mechanische Wirkungsform des Weltsubstrates (Leipzig: 1878)
- Voltaire, 
  - Lettres choisies de Voltaire: Le traité de la connaissance des beautés et des défauts de la poésie et de l'éloquence dans la langue française édité par Louis Moland (Paris: 1876) 2 vols.
  - Zaïre (Bielefeld, 1859)

## W
- Wackernagel, J., Über den Ursprung des Brahmanismus (Basel: 1877)
- Wagner, Richard
  - Gesammelte Schriften und Dichtungen (Leipzig: 1872) 9 vols.
  - Entwürfe, Gedanken, Fragmente: Aus nachgelassenen Papieren zusammen-gestellt (Leipzig: 1885)
- Wellhausen, Julius
  - Prolegomena zur Geschichte Israels (Berlin: 1883)
  - Reste des arabischen Heidentums (Berlin:1887)
  - Skizzen und Vorarbeiten (Berlin: 1887)
- Widemann, Paul Heinrich, Erkennen und Sein, Lösung des Problems des Idealen und Realen, zugleich eine Erörterung des richtigen Ausgangspunktes und der Prinzipien der Philosophie (1885)
- Windisch, Ernst, Iti-vuttaka
- Wittmer, Gustav, Die Festspiele von Bayreuth, ihre religiöse, künstlerische und nationale Bedeutung (Leipzig: 1888)

## Z
- Ziegler, Theobald, Geschichte der Ethik
- Zöllner, Johann Karl Friedrich, Über die Natur der Kometen. Beiträge zur Geschichte und Theorie der Erkenntniss (Leipzig: 21872)